# Évitement (psychologie)
Pour les articles homonymes, voir Évitement.
L’évitement est une stratégie d'adaptation mise en place pour ne pas se trouver confronté avec un facteur de stress (en).
On retrouve ce comportement chez les personnes souffrant d'anxiété, de phobie ou de trouble obsessionnel compulsif par exemple. L'évitement, y compris le retrait social, est un aspect du trouble de la personnalité mais tous ceux qui affichent de tels comportements ne répondent pas à la définition du trouble de la personnalité.
Les solutions à l'évitement pathologique comprennent la modification ou l'élimination des conditions qui ont donné lieu au facteur de stress et la modification de la perception d'une expérience d'une manière qui neutralise le problème.

## Conséquences
Les stratégies d'évitement pathologique peuvent être particulièrement nocives à long terme. L'évitement entraîne une réduction du monde des possibles. Une personne sujette à l'évitement pathologique peut voir son monde se restreindre de plus en plus pour éviter les facteurs de stress,.
En évitant de se confronter à sa peur, la personne se « protège » de réactions d'angoisse (exemple : crise de panique), mais dans le même temps, plus la personne évite sa peur, plus elle l'aggrave. En effet, son comportement d'évitement lui confirme, à chaque fois, que l'angoisse est moindre en fuyant la situation qu'en l'affrontant. À terme, la personne a de moins en moins la possibilité de réagir autrement que par ses stratégies d'évitement.
Le trouble de stress post-traumatique peut induire un comportement d'évitement et d'adaptation : Les personnes souffrant du TSPT peuvent se retirer en elles-mêmes, en évitant la stimulation du traumatisme et choisissant une adaptation cognitive ou comportementale d'évitement.

## Évitement subtil ou micro-évitement
Certains comportements permettent à la personne de sembler se confronter avec l'objet de sa peur, mais en réalité, elle met en place des stratégies qui lui permettent de lutter contre cette peur.
Par exemple, ne se confronter à la situation redoutée que dans certaines circonstances jugées « sécurisantes », ou bien se répéter sans cesse une phrase rassurante silencieusement pour ne pas penser à la situation présente, constituent des évitements subtils.

## Thérapie
La thérapie cognitivo-comportementale et la thérapie psychanalytique sont utilisées pour aider les personnes à reconnaître, à comprendre et à exprimer leurs émotions. La thérapie d'acceptation et d'engagement est une thérapie comportementale qui met l'accent sur l'élimination de l'évitement et montrer au patient que l’évitement est une méthode malsaine pour gérer les expériences traumatisantes, est aussi parfois utilisée.
Les techniques d'adaptation active-cognitive et active-comportementale sont utilisées pour supprimer les stratégies d'adaptation d'évitement. L'adaptation active et cognitive comprend le changement d'attitude face à un événement facteur de stress et la recherche d'aspects positifs. L'adaptation active-comportementale consiste à prendre des mesures positives après en avoir appris davantage sur la situation.

## Stratégies bénéfiques d'adaptation
Les études sur les stratégies d'adaptation classent souvent les stratégies d'adaptation en deux grandes catégories : l'approche ou l'adaptation active et l'évitement ou l'adaptation passive,. L'approche active comprend les comportements qui tentent de réduire le stress en atténuant directement le problème et l'évitement, les formes passives comprennent les comportements qui réduisent le stress en s'éloignant du problème. Traditionnellement, l'adaptation active a été considérée comme le moyen le plus sain et le plus bénéfique de réduire le stress, tandis que l'évitement passif a été associé à des traits de personnalité négatifs, à des activités potentiellement nuisibles et à des résultats généralement moins bons. Cependant, la recherche a montré que certains types d'adaptation passives par évitement peuvent donner des résultats positifs,. Par conséquent, il semble que les formes positives d'adaptation passive comme l'exercice physique et la méditation donnent des résultats qualitativement différents des formes négatives comme la consommation excessive d'aliments et de drogues,. Ces formes positives d'adaptation passive peuvent être particulièrement bénéfiques pour atténuer le stress lorsque la personne n'a pas actuellement les ressources pour éliminer directement le problème, apportant l'avantage de la souplesse dans les stratégies d'adaptation.